# Zaščita pred padci
Uporaba zaščite pred padci je namenjena preprečevanju padcev ljudi v globino, ter v primeru, ko pride do padca, da se preprečijo hujše poškodbe. Najpogosteje se zaščita pred padci uporablja pri delu na višini. Padce pa je pomembno preprečevati tudi pri delu na robovih, kamor spada delo ob jamah in luknjah in tudi delo na strmih pobočjih. 
Poznamo štiri kategorije, kako se zaščitimo pred padci: odstranimo možnost, da pride do padca, preventivno obveščanje o možnosti, da pride do padca, uporaba osebne varovalne opreme in fizični nadzor na nevarnih območjih. Po podatkih ameriškega ministrstva za delo, se je število smrtnih poškodb pri delu zmanjšalo za 8%. Zvezni zakoni, standardi in pravila v ZDA določajo, da mora delodajalec poskrbeti za preprečevanje padcev na delovnem mestu, podrobnosti pa določa OSHA. 